# Babenberger Fehde
Die Babenberger Fehde war eine Auseinandersetzung am Anfang des 10. Jahrhunderts zwischen den Familien der (älteren, oder fränkischen) Babenberger bzw. Popponen und der Konradiner um die Macht im mittleren Maingebiet. Das Ergebnis der – von der Krone angeheizten und gesteuerten – Fehde war für die Babenberger der Verlust der Macht in Franken, für die Konradiner mittelbar der Gewinn des ostfränkischen Königsthrons.

## Die Kontrahenten
Auf der einen Seite standen die fränkischen Babenberger, die im späten 9. Jahrhundert zu den Parteigängern König Karls des Dicken gehörten, der einem von ihnen, Poppo, 880 die Markgrafschaft Thüringen anvertraut hatte. Die Hauptakteure auf babenbergischer Seite waren die Söhne von Poppos Bruder Heinrich, der in seinen letzten Lebensjahren marchio (Markgraf) und dux (Herzog) genannt wurde und 886 bei der Belagerung von Paris im Kampf gegen die Normannen fiel:
- Adalbert
- Adalhard und
- Heinrich (II.)

Zu ihren Verbündeten dürfte der sächsische Herzog Otto der Erlauchte aus der Familie der Liudolfinger gehört haben, dessen Ehefrau Hadwig die Schwester der drei Brüder war.
Auf der anderen Seite standen die Konradiner, vier Brüder, wohl Söhne des Grafen Udo im Lahngau, deren ältester, Konrad, als Nepos des ostfränkischen Königs Arnulf von Kärnten bezeichnet wird. Sie waren offenbar enge, wenn nicht die nächsten, Verwandten Arnulfs, der sich in seinem Kampf gegen Karl den Dicken und damit auch gegen die Babenberger erheblich auf sie gestützt hatte und ihnen in diesem Zusammenhang neben ihrer Machtbasis in Hessen eine Vormachtstellung in Thüringen (wo sie sich gegen die Liudolfinger allerdings nicht behaupten konnten) und Mainfranken verschaffte. Nach Arnulfs Tod 899 waren die Konradiner als einzige Verwandte des neuen Königs Ludwig die vorherrschende Sippe im Reich:
- Konrad der Ältere, 886 Graf im Oberlahngau, 892 Markgraf in Thüringen
- Eberhard, Graf im Niederlahngau, 888 Graf in der Ortenau
- Gebhard, 897 Graf im Oberrheingau, sowie
- Rudolf I., seit 892 Bischof von Würzburg

## Der Beginn der Fehde
Nach seinem Regierungsantritt 887 nahm Arnulf von Kärnten den Babenbergern nach und nach ihre Grafschaften ab und versuchte, die Anhänger seines Vorgängers Karl zu schwächen, wo er nur konnte. Gleichzeitig bevorzugte er seine konradinische Verwandtschaft, die von Anfang an Auftrag und Ziel hatte, die babenbergische Machtposition endgültig zu brechen.
Im Jahr 892 erreichte die Konfrontation einen ersten Höhepunkt, als Arnulf den Babenberger Poppo in Thüringen durch den Konradiner Konrad ersetzte, und Konrads Bruder Rudolf zum Bischof von Würzburg machte. Es dauerte aber vermutlich noch bis 897, ehe die Situation eskalierte, und noch weitere fünf Jahre (Arnulf war 899 gestorben und sein Sohn Ludwig war der neue König) bis zur ersten großen Auseinandersetzung.

## Die Belagerung der Babenburg
Im Jahr 902 trafen die Konradiner und die Babenberger erstmals in einer Schlacht, vermutlich im Zusammenhang mit der Belagerung der Babenburg (um die sich das heutige Bamberg entwickelte) aufeinander. Diese Schlacht, die die Konradiner für sich entschieden, bedeutet für drei der sieben Hauptbeteiligten den Tod: Heinrich fiel, Eberhard wurde schwer verwundet und starb wenige Tage später, Adalhard verlor durch einen Hieb ins Gesicht sein linkes Auge, wurde gefangen genommen und daraufhin von Gebhard enthauptet.
Auf einer Reichsversammlung zu Forchheim im Juni 903 stellten sich die Mehrheit der anwesenden Großen des Reichs hinter die Konradiner. Der Besitz Adalhards und Heinrichs wurde eingezogen, Teile davon gab König Ludwig an Rudolf von Würzburg, Teile aber auch an Konrad und das Kloster Fulda.
Adalbert setzte seinen Kampf fort, eroberte mit einem Verbündeten, dem Grafen Egino im Badanachgau, Würzburg, vertrieb den Bischof und konnte die Stadt bis zum Ende der Fehde behaupten. Er verjagte auch die Witwe und Kinder Eberhards, so dass sich das östliche Franken trotz der Entscheidungen von Forchheim zu dieser Zeit in Adalberts Hand befand. Eine Reaktion des Königs auf Adalberts Handlungen ist aus dem Jahre 904 allerdings nicht bekannt. Erst 905, so die Annales Alemannici, scheint die Krone Aktivitäten gegen Adalbert entwickelt zu haben, die aber nicht durchschlagend gewesen sein können.

## Die Schlacht bei Fritzlar
Gebhard war im Jahr 903 vom König zum Statthalter und Herzog in Lothringen ernannt worden. Er konnte sich dort auch durchsetzen, obwohl er nicht in Lothringen residierte, sondern sich fast ständig in der Nähe des Königs aufhielt. Als im Jahr 906 gegen ihn ein Aufstand losbrach, übertrug er dessen Bekämpfung seinem Neffen Konrad dem Jüngeren, da die Fehde mit den Babenbergern gleichzeitig in ihre entscheidende Phase trat und seine Anwesenheit in Franken erforderlich war.
Vielleicht als Reaktion auf die Angriffe des Jahres 905, vielleicht aber auch als Reaktion auf jahrelange königliche Untätigkeit, eventuell auch in Absprache und nicht nur zufällig zeitgleich mit den Lothringern, drang Adalbert Anfang des Jahres in die hessischen Besitzungen Konrads und Gebhards ein. Bei Fritzlar kam es am 27. Februar zur Schlacht, die Regino von Prüm wie folgt schildert:
Dum haec in regno Lotharii aguntur, Cuonradus senior in Hessia in loco, qui dicitur Frideslar, cum multa turba peditum et equitum residebat, crebras incursiones Adalberti suspectas habens; frater vero eius Gebehardus in Wedereiva cum omnibus, quos sibi adsociare poterat, eiusdem Adalberti prestolabatur repentinam inruptionem. Nec eos fefellit per omnia rerum eventus; siquidem Adalbertus vires adversariorum extenuatas esse sentiens, eo quod in tribus partibus essent divisi, oportunum et diu exoptatum tempus advenisse gaudens congregatis sociis mox arma corripit; et primo quidem simulat se contra Gebehardum copias transferre velle, ut et illum bello perterreret et fratrem securiorem redderet; deinde, quanta potuit celeritate, aciem adversus Cuonradum dirigit. Quod aum Cuonradus sero cognovisset, divisis sociis in tribus turmis ei incunctanter occcrrit; et commissa pugna duae turmae, una peditum et altera Saxonum, statim terga verterunt. Quos cum Cuonradus clamore ingenti frustra hortaretur, ut nullatenus hostibus cederent, sed pro coniugum ac liberorum salute et defensione patria totis viribus decertarent, ipse cum terti turma animatis sociis super adversarios irruit, sed mox in ipso primo impetu multis vulneribus confossus extinctus est. Adalbertus victoria potitus cum sociis fugientes insecutus est et innumeram multitudinem, maxime peditum, gladio prostravit. Tribus itaque continuis diebus totam illam regionem perlustrans cedibus ac rapinis cuncta demolitus est. His patratis, honeratis sociis spoliis ac ingenti preda, ad Babenberh castrum reversus est. Peracta est autem haec cedes III. Kal. Mart.; <Edition S. 151/152>venientes filii cum matre levaverunt corpus Cuonradi et sepelierunt in castello, quod Wilineburah vocatur. Eodem anno circa Iulio mense Ludowicus rex conventum generalem celebravit apud Triburias villa regia, ubi adesse mandavit saepe dictum Adalbertum, ut in presentia optimatum regni pro se rationem redderet et pacis conditionem, quam hactenus exosam habuerat, tandem aliquando deposita crudelitatis tirannide susciperet et a rapinis, caedibus et incendiis saltim vel sero quiesceret.
Während dies in Lothars Reich geschah, hatte der ältere Konrad mit einer großen Schar zu Fuß und zu Ross sein Lager in Fritzlar in Hessen, indem er häufige Einfälle Adalberts argwöhnte; sein Bruder Gebehard aber erwartete mit allen, die er hatte an sich ziehen können, in der Wetterau den plötzlichen Einbruch eben jenes Adalberts. In der Tat gab ihnen der Ausgang der Dinge durchaus Recht; denn als Adalbert merkte, dass die Macht seiner Gegner geschwächt sei, weil sie sich auf drei Stellen verteilt hatten, versammelt er seine Gefährten, froh, dass die günstige und lange ersehnte Zeit gekommen sei, und greift alsbald zu den Waffen und zwar gibt er sich zuerst den Anschein, als wolle er seine Truppen gegen Gebehard führen, damit er sowohl diesen den Krieg fürchten lasse, als auch seinen Bruder sicher mache; darauf lenkt er mit so großer Geschwindigkeit, als er vermochte, sein Heer gegen Konrad. Als dies Konrad zu spät erkannte, teilt er seine Gefährten in drei Haufen und rückt ihm ohne Zögern entgegen; und als das Treffen begann, wandten sich zwei Haufen, der eine vom Fußvolk und der andere von den Sachsen, sogleich zur Flucht. Da Konrad diese vergeblich mit lautem Rufe ermahnte, sie möchten keineswegs den Feinden weichen, sondern für das Heil ihrer Weiber und Kinder und zur Verteidigung des Vaterlandes aus allen Kräften streiten, stürzte er sich selbst mit der dritten Schar, seine Kameraden anfeuernd, auf die Widersacher, aber schon beim ersten Angriff wurde er mit vielen Wunden bedeckt und starb. Adalbert trug den Sieg davon, verfolgte mit seinen Gefährten die Fliehenden und streckte eine zahllose Menge, hauptsächlich solche zu Fuß, mit dem Schwerte nieder. Indem er darauf drei Tage hintereinander jene ganze Landschaft durchstreifte, richtete er durch Mord und Plünderung alles zu Grunde. Als dies vollbracht war, kehrte er mit seinen Genossen, die mit Kriegsbeute und unermesslichem Raube beladen waren, in die Feste Bamberg zurück. Dieses Blutbad ereignete sich aber am 27. Februar. Die Leiche Konrads hoben die Söhne nebst ihrer Mutter auf und bestatteten sie in Weilburg. Im selben Jahre etwa im Juli hielt König Ludwig eine allgemeine Versammlung auf dem königlichen Hofe Tribur, zu der er auch dem oft genannten Adalbert zu erscheinen befahl, damit er in Gegenwart der Großen des Reiches Rechenschaft für sich ablege, den Friedenszustand, der ihm bis dahin verhasst gewesen war, endlich einmal unter Aufgebung seiner grausamen Tyrannei annehme und vom Rauben, Töten und Brennen wenigstens nach so langer Zeit ablasse.
Adalbert weigerte sich, trotz Vorladung, sich vor dem König zu verantworten und verschanzte sich in seiner Burg Theres (heute Obertheres bei Haßfurt), die er gegen das königliche Heer mit Ludwig an der Spitze und Hatto I., dem Erzbischof von Mainz als Befehlshaber, auch eine Weile erfolgreich verteidigen konnte. Als sein Verbündeter Graf Egino die Seiten wechselte, trat er in Verhandlungen ein und ergab sich schließlich gegen das Versprechen auf freies Geleit. Er wurde jedoch verhaftet – laut Regino, weil er von seinen eigenen Leuten bezichtigt wurde, seine Kapitulation nur vorzutäuschen, anderen Quellen zufolge jedoch, nachdem er von Erzbischof Hatto in eine Falle gelockt worden war. Er wurde als Hochverräter verurteilt und am 9. September 906 enthauptet.

## Weiterer Ablauf
Bischof Rudolf von Würzburg fiel am 3. August 908 in Thüringen, Gebhard im Juni 910 gegen die Ungarn bei Augsburg. Konrad der Jüngere wurde als einziger überlebender Konradiner 910 Herzog von Franken und im November 911 als Konrad I. König des ostfränkischen Reichs. Die Babenberger verloren alle Besitzungen und Ämter in Franken und waren ausgeschaltet – vermutlich allerdings nur vorläufig, da Adalberts Sohn Heinrich der Stammvater der Schweinfurter Grafen sein dürfte.